# Desiree Cousteau
Pour les articles homonymes, voir Cousteau.
Desiree Cousteau, née le 1er janvier 1956 à Savannah, est une actrice de films pornographiques américaine des années 1970-80. Elle a obtenu le titre de Best Adult Film Actress en 1975.

## Biographie
Cette grande brune à la généreuse poitrine fut une sorte de Betty Boop du cinéma X. Dans un contexte social des années 1970, marqué par la contre-culture et la guerre du Viêt Nam, elle fit de sa carrière un plaidoyer en faveur de l’amour libre et de la libération des mœurs.
Après des débuts dans une « série z » de type classique, Caged Heat en 1974, elle est révélée au public en 1978 par sa prestation dans Pretty Peaches qui lui valut un « Award » aux États-Unis. Elle y compose un rôle de ravissante idiote amnésique dont tout le monde use et abuse sans qu’elle s’en rende seulement compte.
Parmi ses autres apparitions, l’on peut également citer : Pizza Girls, We Deliver en 1978 et Inside Desiree Cousteau en 1979. En 1991 est sortie une compilation de ses meilleures scènes, Désirée par Léon Gucci chez Colmax, qu’elle commente en « voix-off » comme étant supposées être des épisodes de sa vie réelle.

## Récompenses
- 1978 : AFAA Award Best Actress Pretty Peaches (1978)
- XRCO Hall of Fame
- AVN Hall of Fame

## Filmographie sélective
- Enquêtes (Call girls de luxe) (1981) de Gérard Kikoïne
- Delicious (1981)
- Female Athletes (L'amour au bureau) de Leonard Kirtman (1980)
- 800 Fantasy Lane (1978)
- Telefantasy (1978)
- Pretty Peaches (1978) d'Alex de Renzy
- Formal Faucett (1978)
- Hot and Saucy Pizza Girls (1978)
- Inside Desireé Cousteau (1979)
- Candy Goes to Hollywood (1979)
- Getting Off (1980)
- Vanessa's Hot Nights (1980)